# Deo Rossi
Deo Rossi (Trieste, 18 giugno 1920 – 5 dicembre 2001) è stato un politico italiano.

## Biografia
Nato a Trieste nel 1920, svolse la professione di ingegnere, aprendo un proprio studio a Milano.
Attivo politicamente tra le file della Lista per Trieste, venne eletto sindaco della città nel maggio 1983, succedendo a Manlio Cecovini, dimessosi per potersi candidare alla Camera dei deputati. L'elezione, avvenuta alla terza votazione contro il comunista Calabria, fu possibile grazie ai voti congiunti della lista e di socialisti, repubblicani e liberali, che andarono a formare così una giunta di minoranza. L'amministrazione Rossi fu caratterizzata da una costante trattativa dei partiti per la fiducia, cercando l'appoggio esterno della Democrazia Cristiana. In seguito alla crisi di governo scaturita in occasione della votazione del bilancio comunale nel mese di luglio, con il rifiuto della Lista di aprire alla DC, il sindaco fu costretto ad annunciare le sue dimissioni, finendo per essere sostituito in ottobre con il democristiano Franco Richetti.
Fino al 1989 fu presidente dell'Ente Zona Industriale di Trieste (EZIT) e rimase in consiglio comunale fino al 4 febbraio 1992.